# علم البيئة الذاتي
علم البيئة الذاتي أو علم البيئة الفردي (بالإنجليزية: autecology)‏، هو علم يختص بدراسة المخلوق الحي، ومحيطه، وبيئته، وتفاعلاته، مع الكائنات الأخرى.